# Sewer z Minorki
Sewer z Minorki – biskup Minorki na początku V wieku, autor pisma Commonitorium. Przypisuje mu się także autorstwo Listu do całego Kościoła, który informuje o debacie, na skutek której na chrześcijaństwo nawróciło się pięciuset Żydów.